# Духин, Вячеслав Вячеславович
Вячесла́в Вячесла́вович Духи́н (род. 30 июня 1980, Москва, РСФСР, СССР) — российский журналист, телеведущий и медиаменеджер. Генеральный директор «Телеканала 360°» (2013—2019), ранее — корреспондент ВГТРК и заместитель главного редактора телеканала «Россия-2».
Как причастный к депортации и насильственному усыновлению украинских детей в ходе вторжения России на Украину находится под санкциями всех стран Евросоюза и ряда других государств.

## Биография
Родился 30 июня 1980 года в Москве. Детство провёл в Китае.
В 1996 году, в 16 лет, поступил на факультет международных отношений МГИМО, который окончил через 6 лет, в 2002 году. С 2012 по 2014 год проходил обучение в Московской школе менеджмента «Сколково».
Свободно владеет английским и немецким языками.

### Телевидение
На телевидении работал с 1999 года, параллельно с учёбой в МГИМО. Карьеру журналиста начал в программе «Вести» телеканала «РТР». С апреля 1999 года — редактор-международник «Вестей». Работал сначала на утренних эфирах, затем перешёл на дневные и вечерние эфиры.
С сентября 2001 по декабрь 2002 года — ведущий программы «Новости» (впоследствии получившей название «Информационная программа „24“») на РЕН ТВ.
С января 2003 года — вновь на телеканале «Россия», корреспондент программ «Вести» и «Вести недели». Был в числе журналистов телеканала, освещавших войну в Ираке.
С сентября 2003 года — заведующий корпунктом ВГТРК в Бельгии. Являлся европейским корреспондентом «Вестей».
Как корреспондент работал на XXVIII Летних Олимпийских играх в Афинах в августе 2004 года вместе с Иваном Родионовым. 8 августа 2008 года комментировал церемонию открытия XXIX Летних Олимпийских игр в Пекине в паре с Дмитрием Губерниевым на телеканале «Россия».
С 2009 по 2010 год был ведущим круглосуточного информационного канала «Вести» на канале «Россия-24» .
С конца 2009 года — заместитель главного редактора телеканала «Россия-2», в 2003—2009 годах вещавшего под названием «Спорт». При этом периодически продолжал выступать с сюжетами в эфире новостей, в том числе и как интервьюер.
С января по декабрь 2010 года являлся ведущим информационной программы «Вести.ru» на телеканале «Россия-2».
С сентября по декабрь 2011 года также руководил телепроектом «Ночь» на городском информационном канале «Москва 24». В 2012 году руководил выпуском в эфир канала «Россия-1» дневного ток-шоу «Люблю, не могу!» (впоследствии сменившего название на «Всё будет хорошо!») с Марией Ароновой.
С июня 2013 по апрель 2019 года являлся генеральным директором телеканала «360» (в прошлом известен как «Телеканал Подмосковье» и «360 Подмосковье»).

### Дальнейшая деятельность
25 апреля 2019 года назначен заместителем директора по информационной политике ППК «Российский экологический оператор».
28 февраля 2020 года перешёл на государственную службу и занял должность министра Правительства Московской области по социальным коммуникациям, а 16 июля того же года утверждён заместителем Председателя Правительства Московской области.

### Награды
- Благодарность Президента Российской Федерации В. В. Путина за активное участие в общественно-политической жизни российского общества. (27 ноября 2018 г.)
- Знак «За заслуги перед Московской областью» III степени (3 ноября 2016 года)[21].
- Благодарность Губернатора Московской А. Ю. Воробьева области за активное участие в организации и проведении избирательной кампании по выборам депутатов Государственной Думы Федерального Собрания Российской Федерации седьмого созыва, депутатов Московской областной Думы шестого созыва (23 сентября 2016 г.)
- Благодарность Губернатора Московской области А. Ю. Воробьёва за высокие достижения в профессиональной деятельности и по итогам работы в 2014 г. (26 декабря 2014 г.)
- Патриарший знак «700-летие преподобного Сергия Радонежского» за участие в организации торжественных мероприятий в честь юбилея Преподобного Сергия в Сергиевом Посаде. (12 ноября 2014 г.)
- Благодарность Губернатора Московской области А. Ю. Воробьева за активное участие в подготовке и проведении мероприятий, посвященных празднованию 700-летия преподобного Сергия Радонежского. (20 августа 2014 г.)

## Санкции
24 февраля 2023 года за депортации и насильственное усыновление украинских детей в Московской области в ходе вторжения России на Украину был внесён в санкционный список всех стран Евросоюза:

Он способствует незаконному усыновлению украинских детей в семьи, проживающие в его регионе, и пытался оформить российское гражданство для незаконно депортированных украинских детей. Деятельность, проводимая Вячеславом Духиным, является частью более широкой стратегии Российской Федерации по незаконной депортации украинских граждан. Духин является одним из ключевых лиц, причастных к насильственной депортации украинских детей в Россию и их последующему незаконному усыновлению в российские семьи.— «Официальный журнал Европейского союза», Брюссель, 25 февраля 2023 года
19 мая 2023 года внесён в санкционный список Канады «соратников режима» как «причастный к продолжающемуся нарушению Россией прав человека, включая передачу под опеку украинских детей в Россию». 17 июля 2023 года попал в санкционный список Великобритании в ответ на насильственную депортацию Россией украинских детей за причастность к «программе российского правительства по принудительной депортации и перевоспитания украинских детей».
По аналогичным основаниям Вячеслав Духин был включён в санкционные списки Украины и Швейцарии.